# قهوة كونا

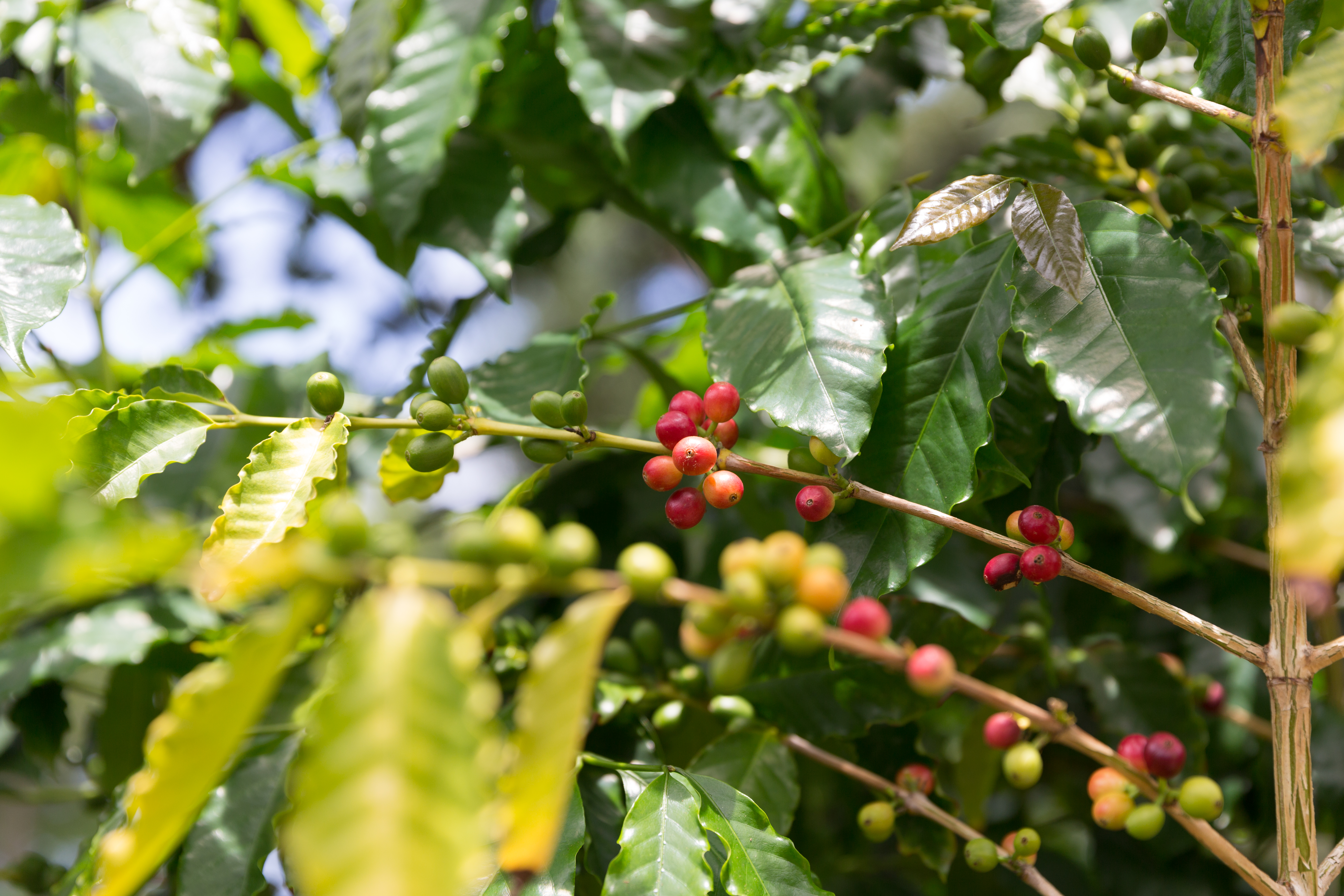

قهوة كونا هي واحدة من أنواع القهوة المصنوعة في كونا ، في ولاية هاواي الأمريكية . وتشتهر قهوة كونا بكونها ثاني أغلى قهوة في العالم بعد قهوة بلو ماونتينز. إنها نادر جدًا ولا تمثل سوى أقل من 0.1 ٪ من إجمالي إنتاج القهوة في جميع أنحاء العالم.

## تاريخ قهوة كونا
في عام 1825 ، ذهب شخص من أفراد العائلة المالكة في هاواي إلى بريطانيا مع ملك هاواي وأحضر نباتات البن في طريق عودته. انتشرت هذه النباتات في العديد من مناطق هاواي. في عام 1828 ، تم زرع نباتات البن هذه في منطقة كونا. بعد ذلك ، تم إنشاء العديد من المزارع هناك. ولكن بسبب الأضرار الناجمة عن الآفات وانخفاض أسعار البن ، ترك معظم المزارعين وظائفهم. انتقل المهاجرون اليابانيون إلى منطقة كونا وبدأوا في زراعة البن لدفع تكلفة أراضيهم عن طريق القهوة. هذه كانت بداية قهوة كونا. يتم الان شرب قهوة كونا في حفل العشاء في البيت الأبيض في الولايات المتحدة الأمريكية لأن هذه هي القهوة الوحيدة التي تزرع في أمريكا ولأن الجودة الخاصة بهذه القهوة عالية للغاية.

## مكان الزراعة
كونا هي إحدى مناطق ولاية هاواي التي تقع في غرب الولايات المتحدة الأمريكية. كما أن كونا هو المكان الوحيد الذي يزرع فيه البن في الولايات المتحدة . تتمتع كونا ببيئة طبيعية جيدة لزراعة البن بفضل بعض البراكين التي تزود التربة بالعديد من العناصر الغذائية. كما أن المناخ المحيطي الفريد لمنطقة كونا ، الذي يعتبر أكثر برودة وأكثر مطرا بكثير من الأرض المسطحة. هذا النوع من المناخ جيد لزراعة البن. علاوة على ذلك ، هناك منطقة تسمى "حزام قهوة كونا" او (باللغة الأنجليزية: Kona coffee belt) يبلغ طول المنطقة حوالي 32 كم وعرضها 3.2 كم . يوجد في هذه المنطقة العديد من المزارع والمتاجر التي تبيع قهوة كونا ويتم حصاد ما يصل إلى 900000 كجم من حبوب بن كونا سنويًا.

## المذاق
هذه القهوة لها طعم أقل مرارة. بسبب حموضتها الشديدة ، تسمى هذه القهوة بأسم "ملكة الحموضة". يمكنك أن تشم رائحة حلوة ومنعشة مثل الفواكه الاستوائية عند شربك لقهوة كونا. أيضا قهوة كونا متدرجة الى 5 مراحل حسب حجم الحبوب. يتم تصنيف الحبوب الأكبر حجمًا بشكل أفضل وتتمتع حبوب البن تلك بمذاق أفضل. يُطلق على أكبر أنواع حبوب البن اسم "الفخم الإضافي" تكون الحبوب الكبيرة هذه فقط 15 ٪ من قهوة كونا.